# Fernando de la Rúa
Pour les articles homonymes, voir Rua.
Fernando de la Rúa, né le 15 septembre 1937 à Córdoba et mort le 9 juillet 2019 à Buenos Aires, est un homme d'État argentin. Membre de l'Union civique radicale, il est président de la Nation argentine du 10 décembre 1999 au 21 décembre 2001.
Héritant d'un pays en situation de crise économique, il signe un accord avec le Fonds monétaire international (FMI) et d'autres organismes pour un prêt de près de 30 milliards de dollars, à l'époque le plus important de l'histoire du pays, en échange du gel des dépenses publiques et d'une réforme des retraites. Néanmoins, la pauvreté croissante, une baisse des pensions de retraite de 13 %, les licenciements, un chômage à 20 %, les grèves, le gel des avoirs bancaires des Argentins et les affaires de corruption impliquant le gouvernement précipitent la chute de Fernando de la Rua.
Alors qu'il a instauré l'état de siège, il est contraint de fuir le palais présidentiel à bord d'un hélicoptère, sous la pression populaire, après deux ans de pouvoir.

## Biographie

### Jeunesse
Fernando de la Rúa étudia au lycée militaire et fut reçu avocat à l'université nationale de Córdoba. Très jeune, il commença une carrière politique à l'Union civique radicale. Sa première apparition sur la scène politique fut en 1973 lorsqu'il se présenta pour son parti comme candidat sénateur à la capitale fédérale Buenos Aires. Il s'y révéla l'un des rares qui purent vaincre le justicialisme cette année. Ce fait amena Ricardo Balbín, patron des radicaux, à le choisir comme colistier, candidat à la vice-présidence pour l’élection présidentielle de septembre 1973.

### Début de carrière politique
En 1983, il est élu député. Mais il ne réussit pas à être élu sénateur en 1989, devant faire face à un front entre les péronistes et l'Union du centre démocratique (ou Ucedé).
Grâce à la réforme constitutionnelle de 1994, Fernando de la Rúa est le premier chef de gouvernement élu par le peuple de la ville autonome de Buenos Aires, charge qu'il assume entre août 1996 et décembre 1999, lorsqu'il prend ses fonctions de président de la Nation.
Les élections du 24 octobre 1999 sont un grand échec pour le Parti justicialiste. Fernando de la Rúa, candidat d'un conglomérat de partis du centre et de la gauche modérée dirigé par l'Unión Cívica Radical dénommé « Alianza », est élu et le justicialisme perd la majorité à la chambre des députés.
De la Rúa arrivait au pouvoir grâce à sa réussite dans la gestion de la ville autonome de Buenos Aires, qu'il dirigeait au sein d'une alliance de divers partis politiques du centre et de la gauche modérée. Mais sa victoire était avant tout due au rejet de la corruption des années du mandat de Menem et à la forte détérioration de l'économie depuis un an.
Cependant, ses promesses électorales de rénovation du pays malmené par le régime ménémiste, promesses qu'il brandissait durant sa campagne, ont rarement été appliquées durant son mandat présidentiel.

### Président de la Nation argentine
Menem avait laissé une Argentine malade économiquement.
De la Rúa prit d'emblée des mesures sévères dans le but d'améliorer les choses, mais elles furent insuffisantes pour résoudre la détérioration des finances publiques et la capacité productive et exportatrice du pays.
Il maintint un type de change liant le peso au dollar américain, ce qui déboucha sur une situation de grave récession en 2000. De la Rúa demanda une aide complémentaire au Fonds monétaire international (FMI) et aux banques privées pour réduire la pression de la dette extérieure.
En décembre 2000, on négocia un paquet de sauvetage de 40 000 millions de dollars, et le gouvernement annonça un investissement de 20 milliards de dollars pour des programmes de travaux publics afin de raviver l'économie. Cependant la récession et la fuite des capitaux continuèrent voire s'approfondirent. Circonstance aggravante, le mécontentement populaire lié aux mesures d'ajustement exigées par le FMI en échange de son aide monta rapidement.
À la fin de 2001, le chômage avait atteint le taux de 20 % et la pauvreté le taux de 50 %.
Le système politique apparut totalement mis en échec à partir de la démission du vice-président Carlos « Chacho » Álvarez, le 8 octobre 2000, en plein scandale de pots-de-vin au Sénat pour l'approbation d'une loi du travail qui ôterait aux travailleurs argentins certains droits historiques.
Des saccages, des grèves, des manifestations populaires déferlèrent sur tout le pays à la fin de décembre 2001. De la Rúa décréta l'état de siège et ordonna une répression féroce qui provoqua 39 morts les 19 et 20 décembre. La rébellion populaire, loin de cesser, reçut l'appui des classes moyennes (dont les dépôts bancaires avaient été expropriés), face à quoi de la Rúa dut se démettre, ayant à peine accompli la moitié de son mandat. Il quitte alors le palais présidentiel à bord d'un hélicoptère. Une série de présidents intérimaires lui succéda, incapables de stabiliser la situation.
En janvier 2002, le Congrès nomma finalement Eduardo Duhalde pour achever le terme présidentiel. Duhalde dévalua la monnaie argentine le peso, consacra l'expropriation des petits dépôts bancaires du secteur privé, protégeant ainsi les intérêts des grandes banques et le secteur exportateur.
Le mot d'ordre principal de la rébellion populaire de décembre 2001 (connue comme « el Argentinazo ») avait été : « ¡Que se vayan todos! » - « Qu'ils s'en aillent tous ! ».
De la Rúa a aussi remercié[précision nécessaire] en 2000 les 500 derniers civils qui travaillaient encore pour le Bataillon d'Intelligence 601, l'un des fers-de-lance de la « guerre sale » dans les années 1970-80 .
En 2013, jugé pour corruption, il est acquitté.

### Vie privée
Il a épousé Inés Pertiné (en). Tous deux ont eu plusieurs enfants, dont Antonio de la Rúa, leur fils aîné.

### Maladie et mort
En janvier et mai 2019, il est hospitalisé pour des problèmes cardiovasculaires. Après une nouvelle hospitalisation dans un état très grave, il meurt le 9 juillet 2019.

## Distinctions
- Grand-croix de l'ordre de l'Infant Dom Henri